# Древесинницы
Древесинницы, или ксиломииды или осовидки (лат. Xylomyidae) — семейство двукрылых насекомых из подотряда короткоусых.

## Описание
Длина тела от 4 до 20 мм. Жгутик усиков состоит из восьми члеников. Костальная жилка оканчивается у вершины крыла, стебелёк задней кубитальной ячейки короткий, или отсутствует, так как заднняя ветвь передней кубитальной жилки и первая анальная жилка сливаются у края крыла. Задние голени всегда с одним или двумя вершинными шпорами. Задние бёдра иногда утолщённые. Личинки развиваются под корой и корнях погибших лиственных деревьев. Питаются как разрушенной древесиной, так и насекомыми.

## Классификация
В составе семейства насчитывают четыре современных рода с 138 видами и два монотипических вымерших рода:
- Arthropeina Lindner, 1949
- Coenomyiodes Brunetti, 1920
- †Cretarthropeina Kraemer & Cumming, 2019
- †Pankowskia Kraemer & Cumming , 2019
- Solva Walker, 1860
- Xylomya Rondani, 1861

## Распространение
Представители семейства встречаются в Палеарктике, Неарктике, Неотропике, Ориентальной области и Австралии